# Ликаон (син на Приам)
Вижте пояснителната страница за други значения на Ликаон.
Ликаон (на старогръцки: Λυκάων, gen.: Λυκάονος, Lykaon) е герой от древногръцката митология.
Историята на Ликаон се разказва от Омир в 21. песен на Илиада. Той е един от 50-те сина на цар Приам от Троя. Майка му е Лаотоя. Баща е на Пандар и Япикс.
По време на Троянската война той е пленен от Ахил и продаден в робство в Лемнос. Той успява да избяга и се връща обратно в двореца на баща си в Троя. След единадесет дена е отново пленен от Ахил и убит. Трупът му е хвърлен в Скамандрос.